# A-423
La A-423 es la carretera de la red autonómica andaluza que une las poblaciones de Pozoblanco (Córdoba) y Alcaracejos, atravesando el Valle de los Pedroches. 

## Localidades de paso
- Pozoblanco
- Alcaracejos

## Historia
Es la antigua C-420 en su tramo entre Alcaracejos y Pozoblanco.
- Datos: Q5653348